# Country & Western (álbum de Siniestro Total)
Country & Western es el decimotercer álbum de estudio lanzado al mercado por el grupo español Siniestro Total. Fue grabado en Estados Unidos en los estudios The Foam Box, propiedad de Billy Gibbons, integrante de ZZ Top y producido por Joe Hardy, que ya había hecho lo propio con algunos de los últimos álbumes de la formación. Lo publicó el 14 de septiembre de 2010 la multinacional discográfica Sony.
Pese al título del trabajo, en el mismo no hay demasiadas referencias a la música country, ya que como afirmaba Julián Hernández, líder de la banda: "El country fue una disculpa, pero en este disco hay lo mismo de siempre".
El álbum fue ideado y publicado como un vinilo de larga duración con su división en dos caras incluida, aunque también fue lanzado en versión CD.

## Lista de canciones
1. «I'm the very first one in the drinking line» - 2:33
2. «Country & Western» - 3:00
3. «Asco» - 2:40
4. «Sé» - 3:31
5. «La paz mundial» - 2:50
6. «Mi amigo imaginario» - 3:04
7. «Fariseos del rock and roll» - 4:41
8. «The wrong frequency» - 1:03
9. «Los putos amos» - 4:06
10. «Como el aceite y el yang» - 3:02
11. «Trastorno bipolar» - 3:17
12. «Facundo busca lío» - 4:05
13. «Mira dónde pisas, cowboy» - 3:04
14. «Quen me dera na casiña» - 3:51
15. «La balada del látigo» - 2:05